# زندان (فیلم ۱۹۲۹)
زندان (انگلیسی: The Hoose-Gow) یک فیلم کوتاه صامت آمریکایی به کارگردانی جیمز پروت است که در سال ۱۹۲۹ منتشر شد.

## بازیگران
- استن لورل
- اولیور هاردی
- دیک ساترلند
- جیمز فینلیسون
- تاینی سندفورد
- چارلی هال
- لیو ویلیس
- الینور وندرویر
- سام لافکین
- لئو سولکای
- ادی دان
- چت براندنبورگ
- اد براندنبورگ
- بالدوین کوک
- تاینی وارد